# Castelo Poenari

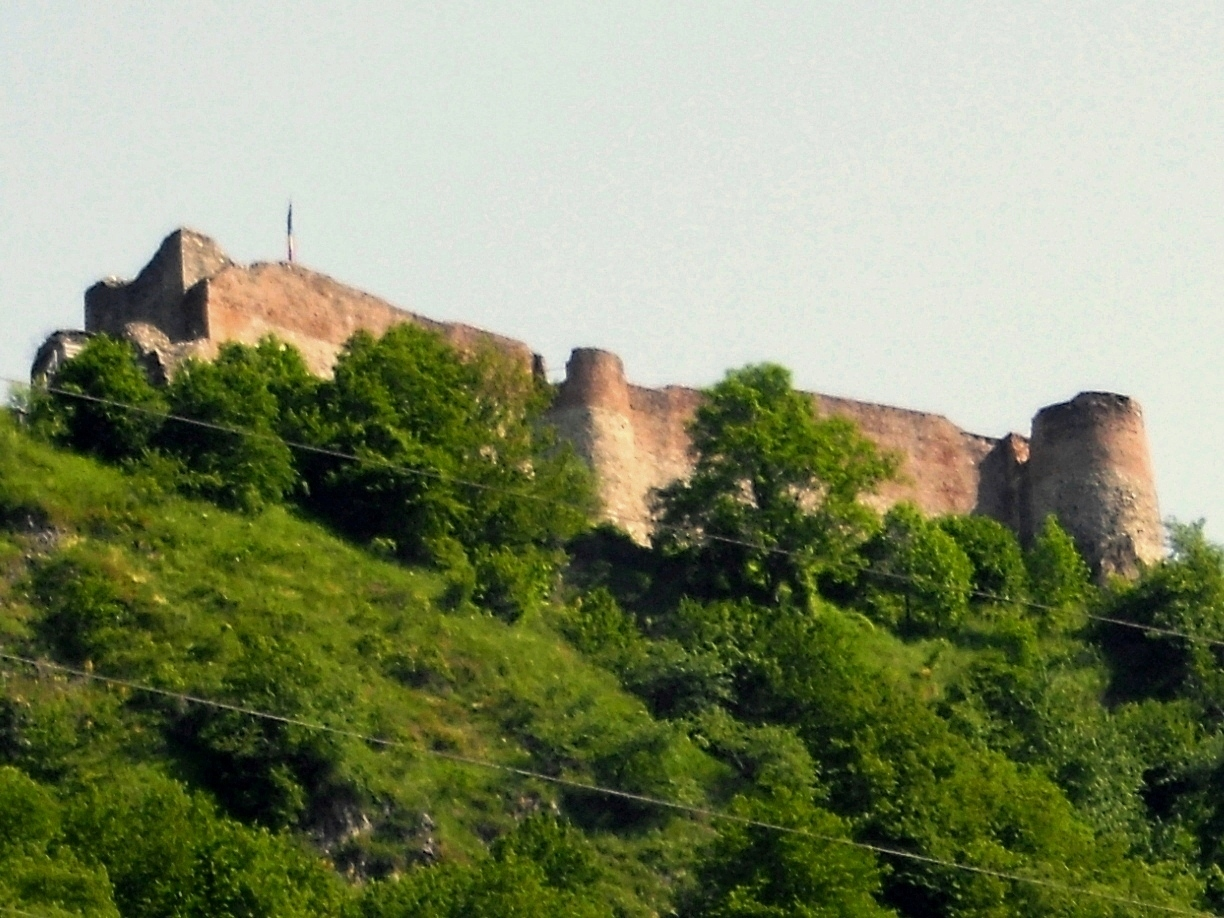
O Castelo Poenari, a norte da cidade de Curtea de Argeş, na Roménia.

O Castelo Poenari (em romeno: Cetatea Poenari), também conhecido como Cidadela Poenari, é um castelo da Roménia, actualmente em ruínas, localizado no Condado de Argeş (aldeia de Căpăţânenii Pământeni, comuna de Arefu), num desfiladeiro formado no vale do Rio Argeş, junto das Montanhas Făgăraş. Ergue-se num penhasco, no lado direito da Estrada Transfăgărăşan, a qual serpenteia pelas montanhas.

## História

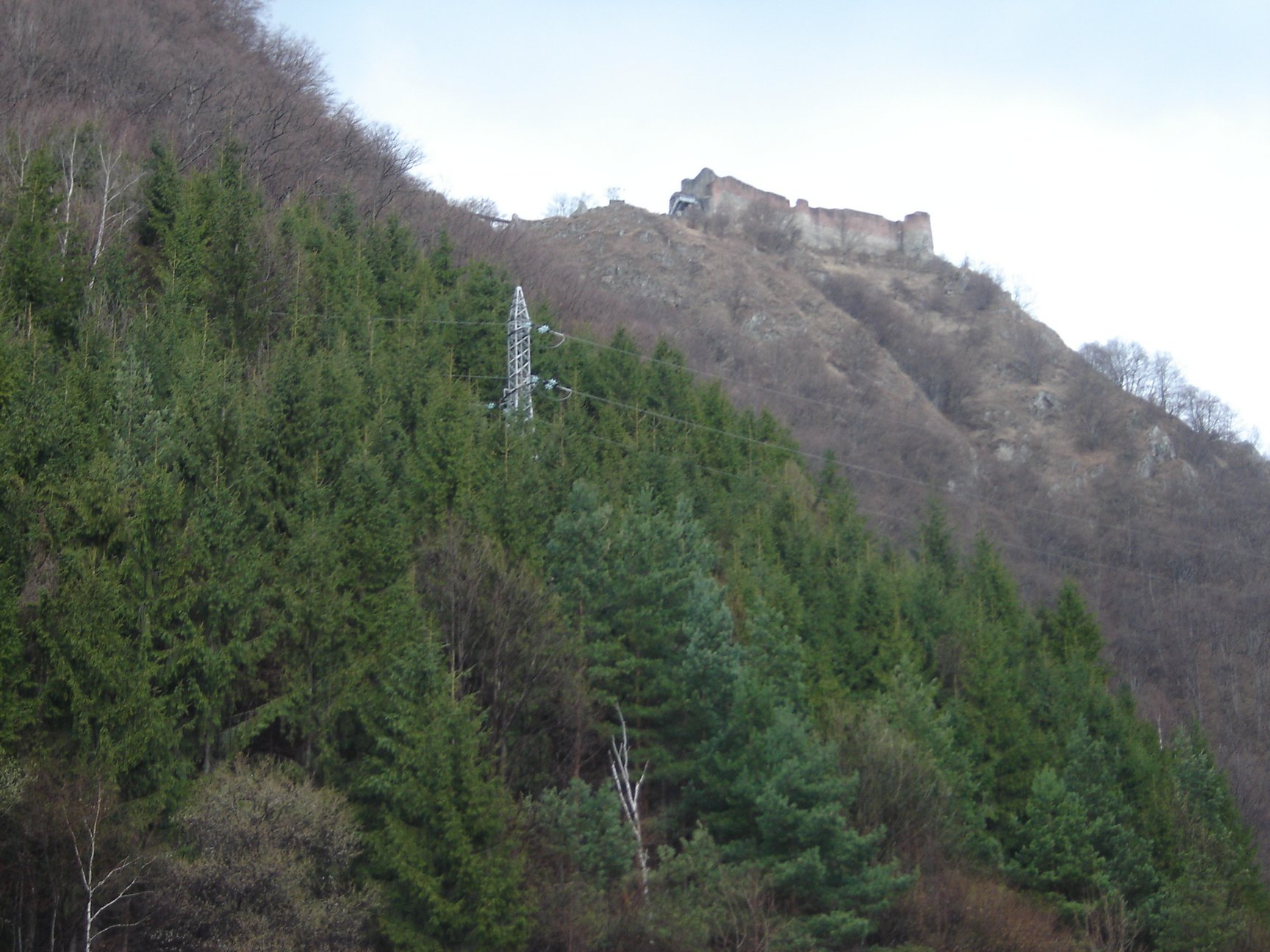
Vista geral do Castelo Poenari.

O castelo foi erguido, no início do século XIII, pelos primeiros governantes romenos na região sul da Roménia, conhecida como Valáquia. Por volta do século XIV, Poenari era a principal cidadela dos governadores da Casa de Basarab. Nas décadas seguintes, o nome e os residentes mudaram várias vezes, mas mais tarde o castelo foi abandonado e deixado em ruínas.
No entanto, no século XV, percebendo o potencial dum castelo empoleirado num abrupto percipício rochoso, Vlad III o Empalador (mundialmente conhecido como Conde Drácula) reparou e consolidou a estrutura, fazendo dela uma das suas principais fortalezas. Devido à sua associação com o personagem do mesmo nome criado por Bram Stoker, o castelo constitui um importante pólo turístico.
Embora o castelo tenha sido usado por muitos anos após a morte de Vlad, ocorrida em 1476, viria a ser novamente abandonado na primeira metade do século XVI, permanecendo em ruínas durante o século XVII. Devido ao seu tamanho e localização, o castelo era muito difícil de conquistar, mesmo pelas forças naturais. No entanto, em 1888, um deslizamento de terras derrubou uma porção do castelo, a qual caíu no rio muito abaixo. Apesar de tudo, o edifício foi levemente reparado e as muralhas com as suas torres ainda se erguem actualmente. Para alcançar o Castelo Poienari, os visitantes precisam de subir 1.500 degraus.

## Na ficção
O livro de Bram Stoker diz que os romenos conheciam o Castelo de Drácula como "Cetatea Lui Negru Vodă", ou "Cidadela do Príncipe Negro", apesar dessa versão ficcionada do castelo estar situada cerca de 200 quilómetros para norte. Esse castelo, como muitos outros elementos do livro, tem pouco em comum com o seu correspondente histórico.